# Alexandru Barbu
Alexandru Barbu (* 8. März 1987 in Hermannstadt) ist ein rumänischer Skirennläufer.

## Karriere
Er stand mit zweieinhalb Jahren zum ersten Mal auf Skier und seit dem Alter von 16 betreibt er das Skifahren als Leistungssport.
2009 nahm Barbu an den Weltmeisterschaften in Val-d’Isère teil, erreichte aber weder im Slalom noch im Riesenslalom das Ziel. Bei den Weltmeisterschaften 2011 in Garmisch-Partenkirchen wurde er 77. im Riesenslalom. Bei den Weltmeisterschaften 2013 in Schladming verbesserte er sich auf den 53. Platz.
2014 nahm Barbu an den Olympischen Winterspielen in Sotschi teil, wo er im Slalom und im Riesenslalom startete. Im Slalom erreichte er den 21. Platz und im Riesenslalom wurde er 48. Bei den Weltmeisterschaften 2015 in Beaver Creek landete er im Riesenslalom auf dem 47. Platz. In St. Moritz bei den Weltmeisterschaften 2017 erreichte er weder im Slalom noch im Riesenslalom das Ziel. 2018 nahm Barbu an seinen zweiten Olympischen Spielen teil. In Pyeongchang erreichte er im Riesenslalom den 55. Platz.
Seine letzten internationalen Rennen bestritt Barbu im März 2019, seither ist er nicht mehr in Erscheinung getreten.

## Erfolge

### Olympische Winterspiele
- Sotschi 2014: 21. Slalom, 48. Riesenslalom
- Pyeongchang 2018: 55. Riesenslalom, DNF Slalom

### Weltmeisterschaften
- Val-d'Isère 2009: DNQ Riesenslalom, DNQ Slalom, DNS Super-G
- Garmisch-Partenkirchen 2011: 77. Riesenslalom, DNQ Slalom
- Schladming 2013: 53. Riesenslalom, DNF Slalom
- Vail/Beaver Creek 2015: 47. Riesenslalom, DNQ Slalom
- St. Moritz 2017: DNF Riesenslalom, DNF Slalom
- Åre 2019: 45. Slalom, 50. Riesenslalom

### Juniorenweltmeisterschaften
- Maribor 2004 20. Kombination, 46. Slalom, 72. Abfahrt, 84. Super-G, 90. Riesenslalom
- Québec 2006: 32. Slalom, 55. Super-G, 63. Riesenslalom, 65. Abfahrt

### South American Cup
- Eine Platzierung unter den besten 10

### Sonstige Erfolge
- 5 Siege bei FIS-Rennen